# Schwedenschanze (Höhbeck)
Die Schwedenschanze ist eine ehemalige Wallanlage auf der Erhebung des Höhbeck im Landkreis Lüchow-Dannenberg.

## Geschichte
Bei der Schwedenschanze am Höhbeck handelt es sich um eine Befestigung aus der Zeit um oder nach 730, die nur für eine kurze Zeit genutzt worden war. Die ethnische Zugehörigkeit der Erbauer ist bislang ungeklärt, da das wenige Fundmaterial zu unspezifisch ist. Jens Schneeweiß stellt die Hypothese in den Raum, dass es sich bei der Anlage um eines der beiden Kastelle handelt, die laut den Annales regni Francorum 808 durch Karl dem Großen an der Elbe erbaut wurden. Die Befestigung erfuhr in mittelslawischer Zeit eine Nachnutzung, wie die wenigen bei den Ausgrabungen Keramikscherben der Menkendorfer Gruppe aus dem 10. Jahrhundert zeigen. Allerdings sind keine Anzeichen für Umbauten oder Erneuerungen am Wall bekannt.

## Archäologische Ausgrabungen
Bei einer Baustellenbeobachtung wurde 1920 slawische Keramik geborgen. 1956 wurde von Wolf-Dieter Asmus ein Wallschnitt angelegt. Weitere kleine Untersuchungen fanden 1965 unter der Leitung von Ernst Sprockhoff, 1975 und 1985 statt. Bei einem erneuten, im Jahr 2008 durch Jens Schneeweiß durchgeführten Wallschnitt wurde dessen Aufbau geklärt und aus dem Wallkörper Holzkohle geborgen, die dendrochronologisch in die Zeit um/nach 730 n. Chr. datiert werden konnte.

## Beschreibung
Die Schwedenschanze befindet sich auf dem Höhbeck, der die Talaue der Elbe um rund 60 Meter überragt. Früher war der Bereich der Schwedenschanze ein sagenumwobener Platz, dessen alte Namen Hexenberg und Sonnenberg für eine vorchristliche Nutzung dieses Ortes sprechen. Die Benennung als Schwedenschanze beruht wahrscheinlich auf dem häufigen Irrtum, dass es sich um Ringwälle handelte, die die Bevölkerung während des Dreißigjährigen Kriegs als Fliehburg zum Schutz vor den schwedischen Truppen errichtet hatte, oder die von den schwedischen Truppen selbst als Schanze angelegt wurden.
Bei der Schwedenschanze handelt es sich um eine halbkreisförmige Wallanlage des 8. bis 9. Jahrhunderts mit einer Fläche von 1,75 ha. Der Wall hat eine Basisbreite von knapp 13 Meter und weist noch eine Höhe von 3,1 Meter auf. Ein 6 m breiter Spitzgraben ist dieser Befestigung vorgelagert. 200 m östlich befindet sich ein kleinerer Wall, der vermutlich als Annäherungshindernis diente. An der dem Strom zugewandten Seite boten die Steilabhänge zur Elbe ausreichend Schutz.
Im Jahre 2008 erfolgte eine Ausgrabung, die als Schnitt durch den Wall erfolgte. Sie ergab, dass es sich bei der Bauweise um übereinander geschichtete Lehm- und Sandpackungen handelte. Im Gegensatz dazu war das Höhbeck-Kastell eine Holz-Erde-Konstruktion. Bei der Schwedenschanze fanden sich auf der Innenseite des Walls Brandspuren größeren Ausmaßes mit Resten verbrannter Walleinbauten. Eine Innenbebauung der Wallanlage ließ sich davon nicht ableiten.
Knapp 1 km westlich der Schwedenschanze liegt die Vietzer Schanze, die Karl der Große den Fränkischen Annalen zufolge als Höhbeck-Kastell („castellum hohbuoki“) im frühen 9. Jahrhundert errichten ließ.

## Tourismus

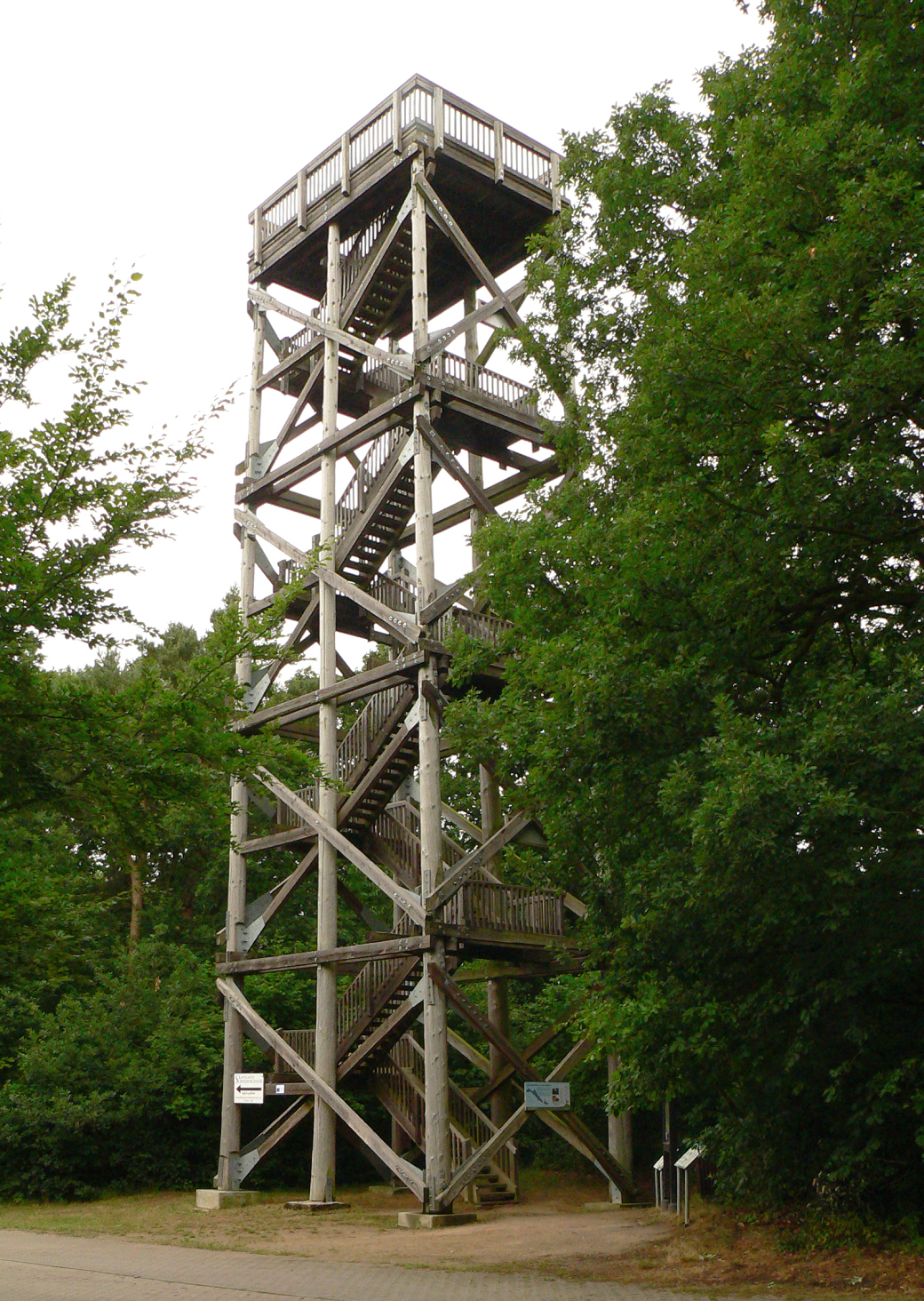
Aussichtsturm nahe der Schwedenschanze

Seit 1920 befindet sich innerhalb der Wallanlage der Schwedenschanze eine gleichnamige Gaststätte mit Kaffeegarten, bei der es sich um ein beliebtes Ausflugsziel handelt. Zeitweise diente das Gebäude als Landschulheim einer Schule in Wittenberge und im Zweiten Weltkrieg als Flak-Stellung. Die Schwedenschanze bildet einen Knotenpunkt, an dem sich der Elberadweg, Radrouten von Naturschutzverbänden, ausgeschilderte Wanderwege wie der Wendlandrundweg und mehrere Reitwegesysteme treffen.
Von einem in der Nähe befindlichen 22 Meter hohen Aussichtsturm aus Holz, der 2009 als Nachfolger für einen 18 Meter hohen hölzernen Aussichtsturm errichtet wurde, kann man weit über die Elbe schauen. In unmittelbarer Nähe befindet sich ein 344 Meter hoher Funkturm (Sender Höhbeck), der Ende der 1970er Jahre erstmals eine störungsfreie Nachrichtenverbindung zwischen West-Berlin und Westdeutschland ermöglichte.